# Медаль «За храбрость, оказанную в сражении с персами»
Медаль «За храбрость, оказанную в сражении с персами» или «За храбрость, оказанную в сражении с персианами» —  медаль Российской империи, которой были награждены есаулы Сурков и Егоров, отличившиеся во время одного из эпизодов русско-персидской войны (1804—1813).

## Основные сведения
Медаль «За храбрость, оказанную в сражении с персами» была учреждена Александром I 29 августа 1804 года для награждения казаков, отличившихся во время сражения 30 июня 1804 года в ходе русско-персидской войны (1804—1813). 1 июля 1804 года П. Д. Цицианов, главнокомандующий войсками в Закавказье, отрапортавал императору об успехах в сражениях с персами близ Эривани. Сообщалось, что особенно отличились 50 казаков из отряда полковника П. Т. Козловского. Они были посланы в погоню за противником и отбили ранее захваченные знамёна и фальконеты. Возглавляли погоню есаул Терского казачьего войска Сурков и есаул Гребенского казачьего войска Егоров. В рапорте Цицианов просил наградить Суркова и Егорова золотыми медалями. Просьба была удовлетворена императором, и указ об учреждении награды был объявлен Х. А. Ливеном министру финансов А. И. Васильеву.
Медали были отчеканены на Санкт-Петербургском монетном дворе только в октябре 1805 года, а вручены награждённым в феврале 1806 года. Таким образом, достоверно известно о двух награждённых — золотые медали получили есаулы Сурков и Егоров.

## Описание медали
Медали были сделаны из золота. Диаметр 51 мм. Гурт гладкий. На лицевой стороне медали изображён портрет Александра I, обращённый вправо. Вдоль края медали по окружности надпись: Б.М. АЛЕКСАНДРЪ I.ИМПЕРАТОРЪ И САМОДЕРЖЕЦЪ ВСЕРОСС. Внизу у ободка подпись медальера — C. LEBERECHT F. На оборотной стороне медали горизонтальная надпись в девять строк, ниже надписи — черта:
ЗА
ХРАБРОСТЬ
ОКАЗАННУЮ ВЪ СРА_
ЖЕНЇИ СЪ ПЕРСЇАНАМИ
30 ЇЮНЯ 1804 ГОДА,
ВЪ КОЕМЪ СЪ ТОВА_
РИЩАМИ ОТБИЛЪ 4
ЗНАМЯ И 4
ФАЛКОНЕТА.

## Порядок ношения
Медаль имела ушко для крепления к ленте. Носить медаль следовало на шее. Лента медали — Андреевская.

## Комментарии
1. ↑  Известно, что Егоров умер в 1811 году, сведений о дате смерти Суркова нет[3].